# ELMOD1
ELMOD1 (англ. ELMO domain containing 1) – білок, який кодується однойменним геном, розташованим у людей на 11-й хромосомі. Довжина поліпептидного ланцюга білка становить 334 амінокислот, а молекулярна маса — 39 052.
| 10         |  | 20         |  | 30         |  | 40         |  | 50         |
| ---------- |  | ---------- |  | ---------- |  | ---------- |  | ---------- |
| MKHFLRMLIQ |  | VCLYFYCKFL |  | WRCLKFVMRK |  | LTGRCELQRI |  | CYNTKPGASR |
| TMKIETSLRD |  | SKSKLLQTSV |  | SVHPDAIEKT |  | IEDIMELKKI |  | NPDVNPQLGI |
| SLQACLLQIV |  | GYRNLIADVE |  | KLRREAYDSD |  | NPQHEEMLLK |  | LWKFLKPNTP |
| LESRISKQWC |  | EIGFQGDDPK |  | TDFRGMGLLG |  | LYNLQYFAER |  | DATAAQQVLS |
| DSLHPKCRDI |  | TKEEISKFSK |  | AEWEKKRMDK |  | AIGYSFAIVG |  | INITDLAYNL |
| LVSGALKTHF |  | YNIAPEAPTL |  | SHFQQTFCYL |  | MHEFHKFWIE |  | EDPMDIMEFN |
| RVREKFRKRI |  | IKQLQNPDMA |  | LCPHFAASEG |  | LINM       |  |            |

A: Аланін

C: Цистеїн

D: Аспарагінова кислота

E: Глутамінова кислота

F: Фенілаланін

G: Гліцин

H: Гістидин

I: Ізолейцин

K: Лізин

L: Лейцин

M: Метіонін

N: Аспарагін

P: Пролін

Q: Глутамін

R: Аргінін

S: Серин

T: Треонін

V: Валін

W: Триптофан

Кодований геном білок за функцією належить до активаторів гтфаз. 
Задіяний у такому біологічному процесі, як альтернативний сплайсинг. 